# 't Hout (natuurgebied)
 't Hout is de naam van een natuurgebied ten zuiden van Susteren.
Het gebied is 51 ha groot en is bezit van de Vereniging Natuurmonumenten.
't Hout bestaat uit loofbos (zomereik, populier, es), en onder meer de bosanemoon komt er voor, terwijl de vuurmelkzwam in de herfst te vinden is. Langs het bos stroomt de Roode Beek, een kleinere naamloze beek, en de Vloedgraaf. De kamsalamander en de kleine watersalamander komen er voor.
Door het gebied loopt een spoorlijn, en ook de Amelbergaweg vindt men daar. Het gebied sluit in het oosten aan op het IJzerenbos.